# Jazz (train)
Pour les articles homonymes, voir Jazz (homonymie).
Les rames ETR 324, ETR 425 et ETR 526, surnommés Jazz par Trenitalia, sont des trains électriques produits par Alstom Ferroviaria (ex Fiat Ferroviaria), qui ont été acquis par les entreprises ferroviaires Trenitalia et Trenord. 
Ils constituent la troisième génération d'automotrices électriques Coradia Meridian, livrées après les Minuetto et les séries ETR 245 / ETR 234.

## Description
Ces trains électriques, construits par Alstom Ferroviaria (ex Fiat Ferroviaria) dans les usines de Sesto San Giovanni, Savigliano et Bologne, sont équipés de quatre moteurs qui permettent au train d'atteindre des vitesses de 160 km/h (125 km/h sous caténaire 1,5 kV). Ces trains peuvent circuler sous des caténaires alimentées en 3 kV CC ou en 1,5 kV CC. 
Ces trains électriques, surnommés « Jazz », présentent un plancher bas au milieu de chaque voiture pour améliorer l'accessibilité des voitures (solution déjà adoptée avec les trains Minuetto). Les rames sont également équipés de caméras vidéo à l'intérieur et à l'extérieur des véhicules. Ces trains revêtent la livrée régionale dite « DPR » (qui signifie en Italien Direzione Passeggeri Regionale) . 

## Versions
Les trois versions de ce train électrique diffèrent les unes des autres tant par le nombre de wagons que par la disposition intérieure, suivant la prestation effectuée : 

### ETR 324 (4 voitures)
- Version Regio Express : 202 sièges + 145 places debout (commande de Trenitalia).

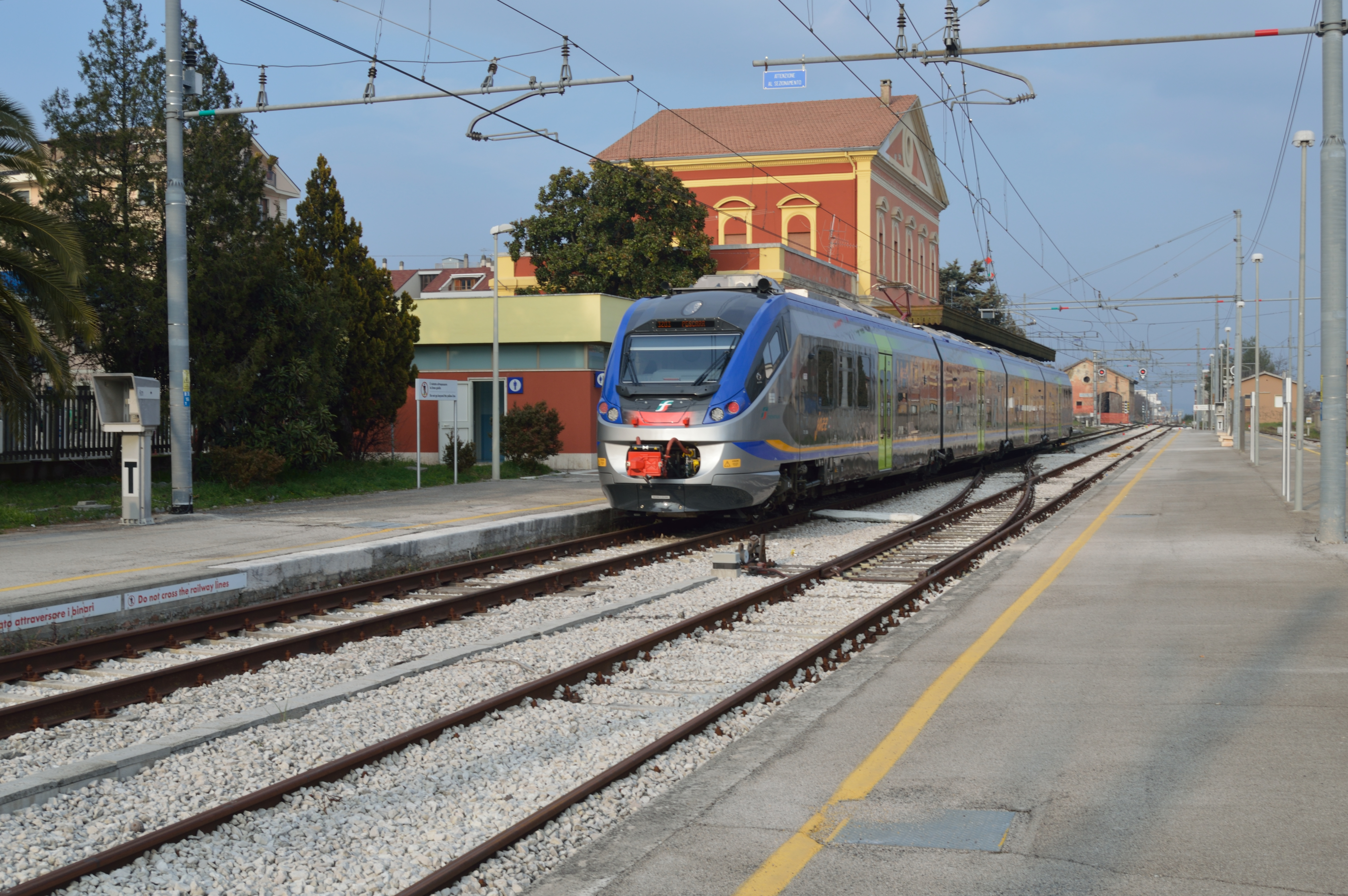
Un ETR 324 dans la gare de Teramo

### ETR 425 (5 voitures)
- Version de base : 290 sièges + 117 places places debout (commande de Trenitalia);
- Version aéroport : 253 sièges + 158 places places debout (commande de Trenitalia);
- Version métropolitaine : 253 sièges + 215 places places debout (commande de Trenitalia);
- Version 250 places + 177 places debout (commande Trenord pour la Lombardie) avec aménagement intérieur de type RegioExpress et livrée Trenord.

Officiellement, ces trains ne portent pas le nom « Jazz ». 

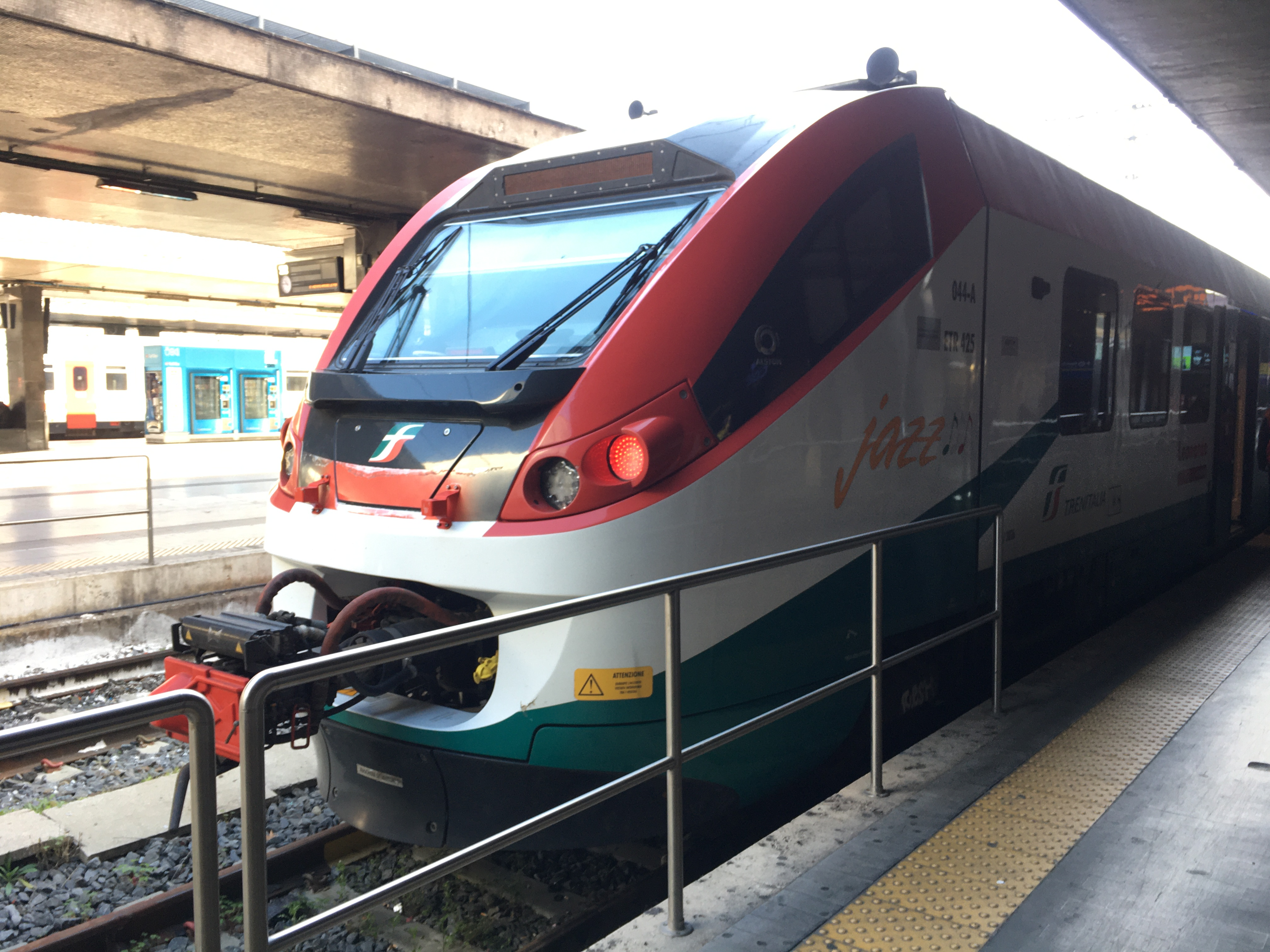
Un Leonardo Express à Rome Termini.

### ETR 526 (6 voitures)
L'ETR 526 est la version de la série d'automotrices électriques Jazz qui a la plus grande capacité.

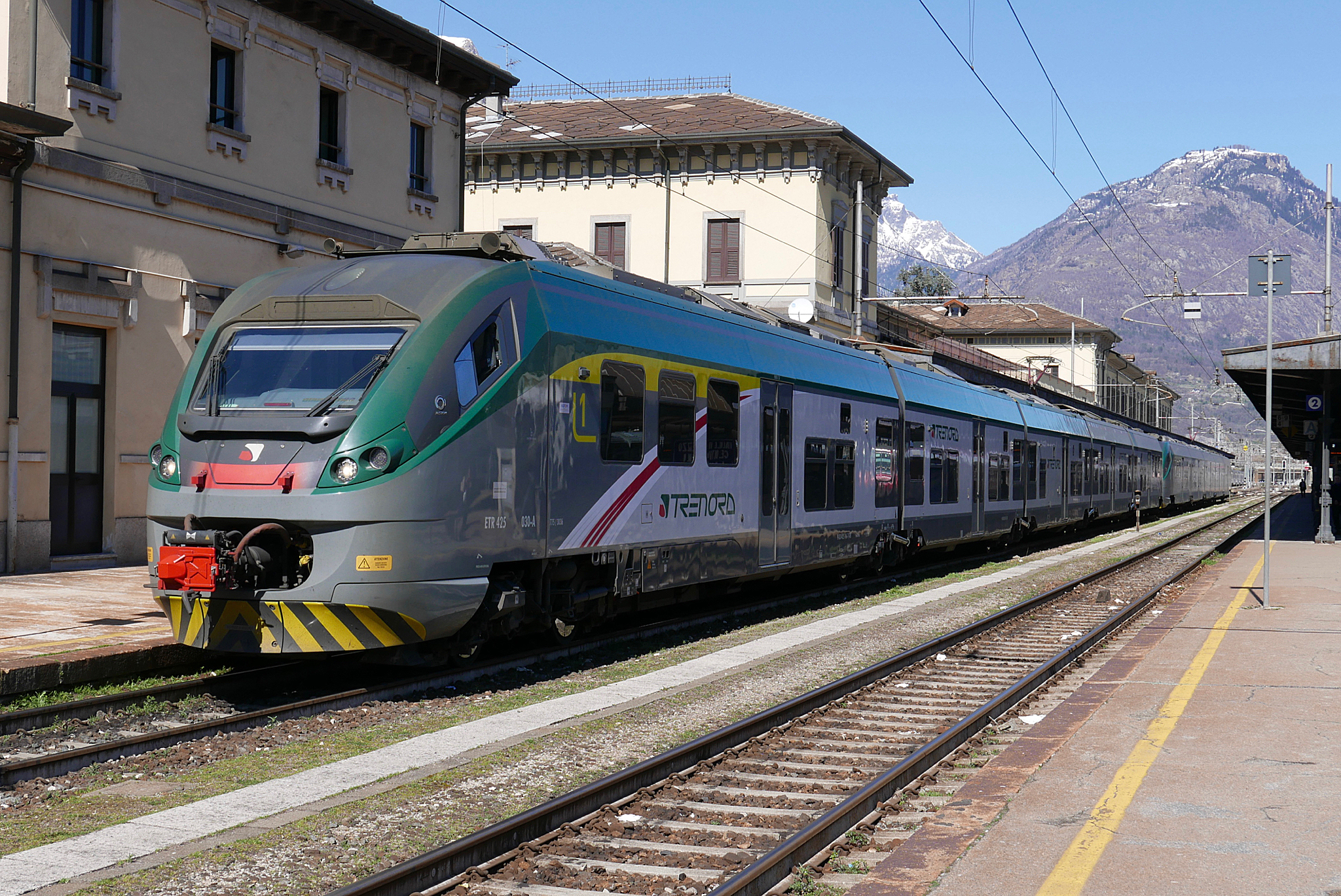
2 ETR 425 couplés en livrée Trenord.